# Витко, Владимир Ильич
Владимир Ильич Витко (10 мая 1931  или 1933 , д. Греск, Слуцкий район, Минская область - 7 апреля 2020 , д. Гольчичи, Слуцкий район, Минская область) — белорусский живописец, график. Жил и работал в г. Витебске.

## Биография
Интерес к художественному творчеству проявился в раннем возрасте. В детстве часто наблюдал, как рисует отец. Витко Илья Иванович, будучи по профессии сапожником, в свободное время любил рисовать. Мать Витко Ольга Андреевна вела домашнее хозяйство, воспитывала шестерых детей. Её стремление к красоте и гармонии подтверждало занятие ткачеством.
Великая Отечественная война изменила жизнь большой семьи. Отец погиб на фронте. Тяготы лихолетья легли на плечи матери и подростка Володи. Юноша ходил за плугом, пас коров, работал в поле. После освобождения Слутчины от немецко-фашистских захватчиков совмещал учёбу в вечерней школе и работу киномеханика. Просмотр киноплёнки о русском художнике Валентине Серове подтвердил стремление юного Володи стать художником.
В 1960 году окончил Минское художественное училище имени А. К. Глебова (с 1992 г. — Минский государственный художественный колледж имени А. К. Глебова). В 1961 году переехал в Витебск. В 1961—1964 годах работал художником на чулочно-трикотажной фабрике имени КИМ. Писал акварелью, занимался линогравюрой, позже увлёкся масляной живописью.
В 1964 году впервые принял участие в выставочном проекте — республиканской художественной выставкой, посвящённой 45-летию БССР. В 1964—1968 годах трудился на Витебском комбинате шёлковых тканей. С 1968 года стал художником Витебских художественно-производственных мастерских. В 1975 году принят в члены Союза художников СССР (секция живописи).
Многократно принимал участие в республиканских выставках, в числе которых — «Слава труду» (1976), «Земля и люди» (1980), «СССР — наша Родина» (1983), «В краю голубых озёр» (1986).
Был участником международных выставок в ГДР (Франкфурт-на-Одере, 1987), а также Польше: Зелёна-Гура (1988), Щецине (1991).
В 1997 году был участником II Международного Шагаловского пленэра, на котором написал картину «Происшествие». В 1998 году в связи с 65-летием состоялись персональные выставки в Слуцке и Витебске. В 2001 году выпустил автобиографическую повесть «Белыя воблакі» («Белые облака», на белорусском языке). Один из экземпляров с дарственной надписью автора находится в фонде УК «Музей „Витебский Центр современного искусства“». В 2004 году во время празднования 140-летия родной Греской средней школы передал ей в дар 36 своих работ.
В 2009 году в Греске была открыта художественная галерея имени В. И. Витко, в фондах которой находится 75 живописных работы и свыше 100 графических произведений. Коллекция ежегодно пополняется автором.
320 работ В. И. Витко подарил Слуцкому краеведческому музею (живописные полотна, карандашные и акварельные рисунки, эскизы, наброски), которые экспонировались на персональных выставках в Слуцкой галерее искусств имени В. С. Садина (2008, 2011, 2018).
В 2008 году в Витебске в Центральном выставочном зале (филиал УК «Музей „Витебский Центр современного искусства“») была организована персональная выставка, посвящённая 75-летию художника. 74 работы автор подарил Витебскому Центру современного искусства. По согласованию с дирекцией Музея Марка Шагала в фонды музея были переданы работы «Рыба», «Борьба с дьяволом». Череду юбилейных выставок в 2008 году продолжила экспозиция в Витебском художественном музее. Всю коллекцию представленных работ художник подарил Витебску, и она пополнила фонд Витебского областного краеведческого музея.
В 2013 году персональная выставка В. И. Витко, посвящённая 80-летию, была организована в Центральном выставочном зале.
В январе 2016 года в Витебской областной библиотеке имени В. И. Ленина во время открытия персональной выставки состоялась презентация книги В. И. Витко «Лёс і мастацтва» («Судьба и искусство», на белорусском языке). Книга является продолжением автобиографической повести «Белыя воблакі», включает дневниковые записи, стихи, а также статьи из газет и журналов, высказывания современников об авторе. Издание проиллюстрировано графическими работами художника. Книга, над которой автор работал на протяжении 14 лет, отражает культурную жизнь Витебска 2000—2014 годов.
В 2016 году Витебский районный историко-краеведческий музей организовал в учреждениях образования передвижную выставку произведений В. И. Витко, составленную преимущественно из картин и инсталляций военной направленности. Выставка, во время которой также были организованы занятия музейной педагогики на тему «Лёс і мастацтва» («Судьба и искусство»), состоялась в Коптянской, Летчанской, Вороновской и Октябрьской средних школах. Витебскому районному историко-краеведческому музею В. И. Витко передал в дар порядка 170 разноплановых работ.
В январе 2018 года в витебском Художественном музее была открыта юбилейная выставка «ВИТКО. 85», в которую вошли произведения разных лет. Бо́льшую часть экспозиции составили работы из фонда музея. В экспозицию вошли 40 живописных и 55 графических работ, скульптурный портрет и печатные издания произведений художника. Всего в фонде 670 графических и 36 живописных работ. В апреле — мае 2018 года отдел культуры Витебского района и Кировская сельская библиотека организовали выставку Владимира Витко «Мой космос и моя земная жизнь», посвящённую 85-летию художника.
В Центральном выставочном зале филиала УК «Музей „Витебский Центр современного искусства“» в августе 2018 года открылась персональная выставка В. И. Витко, посвящённая 85-летию художника. В экспозицию вошли порядка 190 работ, подаренных художником Центру современного искусства. Произведения, представленные на юбилейной выставке, дают возможность получить цельное и отчётливое представление о тех проблемах, которые волнуют художника, об особенностях его творческого метода. Выставка демонстрирует становление индивидуального стиля художника и отражает более чем пятидесятилетний период творчества В. И. Витко.

## Творчество
Лучшие произведения В. И. Витко — неотъемлемая часть современного белорусского искусства. В. И. Витко — мастер станковой живописи, занимается также графикой, акварелью, монументальным искусством (гобелен, витраж, роспись). Творчество В. И. Витко разнообразно по тематике и стилистике: от инсталляций с философским смыслом до полотен на космические и исторические темы. Простота форм, которая близка Владимиру Ильичу Витко, позволяет выразить личное отношение к внешнему миру и эмоционально окрасить художественные образы, которые зачастую экспрессивны, напряжённы и драматичны.
Для изображения жизненных реалий Владимир Витко выбирает жанр соцреализма и является признанным мастером «сурового стиля» белорусского искусства. Произведения «Работница комсомола» (1970), «Народная музыка» (1971), «Портрет Ани» (1973), «Лён» (1982), «Посещение больного» (1985), «Мать» (1989) характеризует энергичная корпусная манера письма, а также стремление к целостности формы и цвета.
Тема вечного поиска истины, попытка человека обрести гармонию в хаосе мироздания выразилась в работах «Разговор» (1988), «Другой мир» (1992), «Мы» (1994), «Мои мысли» (1997), «Влюблённые» (1998), «Поцелуй Иуды» (2000), «Гадание» (2005), «Люди» (2006), «Мой крест» (2007), «Поклонение» (2008), «Отречение» (2008), «Небесная любовь» (2011), «Долгая дорога домой» (2011), «Потомок» (2011), «Идёт дождь» (2012), «Отношения» (2013), «Прикосновение» (2013), «Разговор» (2013), «Дуэль» (2013) и других.
Философские размышления на темы смерти и человеческой судьбы отражены в работах «Рождение» (1968), «Окно в больнице» (1980), «Последний час» (1990), «Мученики» (1992), «Ночные бабочки» (1993), «Прощание» (1993), «Чёрный снег» (1997), «Прицел» (1997), «Прощание» (1997), «Геноцид» (2000), «Память» (2001), «У стены» (2001), «Одиннадцатое сентября» (2002), «Карцер» (2004), «Свет в окне» (2007), «Возвращение на Землю» (2007), «Жертва» (2013) и других.
Тема Великой Отечественной войны отражена в работах «Год 1941-й» (1970), «Защитники» (1972), «Партизанский курган» (1972), «Память об узниках» (1998), «Память об отце» (2005).
Размышления о роли человека в истории запечатлены в работах «Восстание крестьян. 1863» (1995), «Двадцатый век» (1997), «Взрыв» (2005), «Век XXI» (2005)..
При написании портретов художник работает в реалистической и авангардной манере: «Портрет мамы» (1965), «Портрет матери» (1978), «Мужской портрет» (1979), «Женский портрет» (1979), «Портрет Тани» (1979), «Сын художника» (1980), «Портрет Я. А.» (1997), «Мои мысли» (1997), «Внучка Вика» (2000), «Портрет слепого» (2001), «Больная. Портрет жены художника Витко Ядвиги Андреевны» (2001), «Портрет Валерию Могучему» (2006), «Автопортрет» (2003, 2006), «Портрет» (2006), «Портрет» (2001, 2002, 2011, 2012, 2013), «Рабочий» (2013).
Многим произведениям В. И. Витко присущи авангардные поиски, изображение ассоциативных образов и символико-аллегорических конструкций: «Рождённый» (1968), «Натюрморт с лампочкой» (1972), «Память» (1978), «Моя звезда» (1981), «Цирк» (1988), «Красная стена» (1991), «Борьба с дьяволом» (1997), «Улетаю» (1997), «Клетка космическая» (2000), «Сон» (2001), «В невесомости» (2001), «Образ в пространстве» (2001), «Короли» (2001), «Мельница» (2002), «В чёрном пространстве» (2003), «Разговор» (2003), «Вселенная» (2005), «Забытый торс» (2005), «Фуршет» (2005), «Движение энергии» (2005), «Разговор» (2006), «Печаль» (2006), «Рождение образа» (2007), «Идея» (2008), «Улетают» (2011), «Освоение пространства» (2013), «Пасхальное яйцо» (2013), «Мой белый конь, возьми меня с собой» (2013), «Рождение человека» (2013).
Одной из важных задач, которые художник стремится решать в работе над живописным полотном, является достижение цветовой гармонии. Оригинальная и смелая цветовая гамма многих работ живописца — результат упорного и напряжённого труда по воплощению колористического замысла, направляемого тонкой художественной интуицией.
Об умении видеть красоту окружающего мира в обычных вещах свидетельствуют сюжетно-тематической композиции «Сбор цветов» (1972), «Игра в мяч» (1973—1974), «Дети. Земля. Музыка» (1974), «Спортивный день» (1979), «Стихи» (1992) и другие работы мастера.
Красота природы на полотнах В. И. Витко запечатлена преимущественно в технике масляной живописи: «Окраина Витебска» (1965), «На полоцкой земле» (1977), «Белорусский пейзаж» (1978), «Цветут луга» (1984), «Озёрный край» (1984), «Старый Витебск» (1985), «Мой дом» (1987), «Старый Витебск» (1988), «Земля белорусская» (1987), «Цветут поля» (1990), «Зима» (1991), «Паланга» (1991), «Соната» (1992), «Деревья» (2003), «Вороны» (2008), «Деревня» (2008) и других .
Для живописной манеры художника характерными являются оригинальность и смелость колорита, стремление к обобщению форм, декоративной громкости, либо, наоборот, намеренной приглушенности цвета.
Работы В. И. Витко находятся в Музее современного искусства в Минске, Национальном художественном музее Республики Беларусь, в дирекции выставок Художественного фонда Беларуси, а также в частных коллекциях Беларуси, России, Польши, Германии, Италии.

## Награды
Неоднократно награждён почётными грамотами и дипломами Союза художников Республики Беларусь, Витебской областной организации Союза художников, городским и областным отделами культуры. Удостоен медали Союза художников Республики Беларусь «За развитие изобразительного искусства».